# Filipijnen op de Olympische Winterspelen 2014
De Filipijnen was een van de landen die deelnam aan de Olympische Winterspelen 2014 in Sotsji, Rusland.
Bij de vierde deelname van de Filipijnen was Michael Christian Martinez de vijfde vertegenwoordiger van zijn vaderland op de Winterspelen. Hij was ook de vijfde mannelijke olympiër. Voor het eerst werd er deelgenomen bij het kunstrijden, in 1972 en 1992 werd er deelgenomen in het alpineskiën en in 1988 bij het rodelen. 

## Deelnemers en resultaten

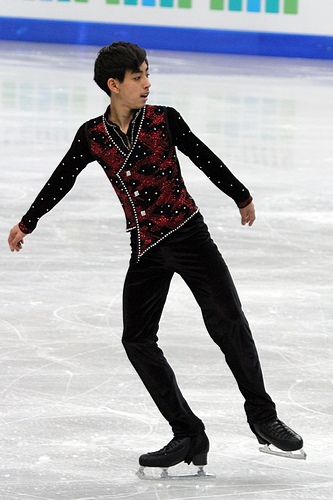
Michael Christian Martinez in actie.

(m) = mannen, (v) = vrouwen 

### Kunstrijden
| Olympiër                   | Onderdeel | Resultaat | Prestatie                                    |
| -------------------------- | --------- | --------- | -------------------------------------------- |
| Michael Christian Martinez | Mannen    | 19e       | 184.25 (korte kür: 64.81, vrije kür: 119.44) |